# Vladímir Zvorikin

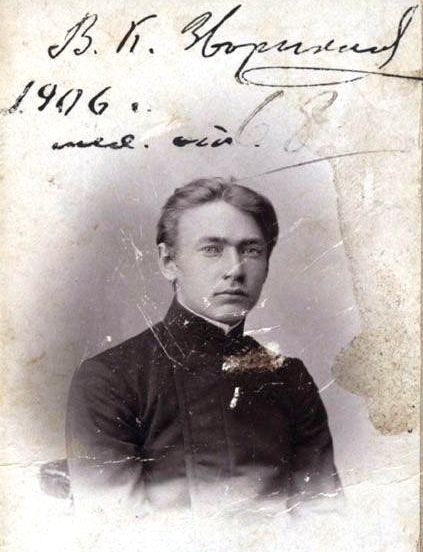
Vladímir Zvorikin. Múrom, 1906.

Vladímir Kozmich Zvorikin (en ruso: Влади́мир Козьми́ч Зворы́кин; Múrom, 30 de julio de 1889 - Princeton, 29 de julio de 1982) fue un ingeniero ruso nacionalizado estadounidense que inventó un tubo de rayos catódicos, en 1929, usado en los cinescopios. En 1923 creó un tubo de rayos catódicos para transmisiones de imágenes y nació el iconoscopio, la primera cámara capaz de transmitir vídeo. A Vladímir Kozmich Zvorikin se lo conoce con el sobrenombre de «el padre de la televisión».

## Biografía
Vladímir Zvorikin estudió en el Instituto Imperial de Tecnología de San Petersburgo, donde tuvo como profesor a Borís Rosing. Este propuso en 1907 un sistema de televisión usando tubos de rayos catódicos, el cual su alumno iba a llevar a un grado superior con el paso de los años. Tras licenciarse cum laude en 1912 en San Petersburgo, se traslada a París para estudiar en el Collège de France junto al profesor Paul Langevin, con quien estudia el uso de los Rayos X.
La Primera Guerra Mundial lo obliga a retornar a Rusia para alistarse en el ejército, donde al final ejerce de profesor en la escuela de radio del ejército, gracias a sus estudios tanto en San Petersburgo como en Francia. Tras el final de la Primera Guerra Mundial, llegó la Revolución Rusa, y Zworykin emigró a Estados Unidos. Allí obtuvo un doctorado en la Universidad de Pittsburgh.
Trabajó para la Westinghouse, pero no pudo convencerlos para llevar a cabo sus estudios de la televisión. En 1928, conoció a David Sarnoff de la RCA que financió el proyecto. Zworykin se concentró durante esos años en el desarrollo de dispositivos electrónicos sustitutorios, cuyos resultados fueron el intento de patente (en 1923 y 1924) de dos tubos de imagen para la formación y recepción de imágenes de televisión, a los que llamó respectivamente iconoscopio y kinetoscopio. Después de esto pasó a formar parte de la plantilla de la RCA y a partir de 1933 fue conocido mundialmente. En 1939, la RCA inauguró sus transmisiones de televisión. 
En 1929, lo nombran jefe del laboratorio de investigaciones electrónicas en Camden. En 1947, lo convierten en vicepresidente y consejero técnico de la compañía. Se retira en 1954, siendo nombrado vicepresidente honorario. Muere en 1982 en Princeton a la edad de 94 años.

## Obras
- V. K. Zworykin y Earl DeWitt Wilson: „ Photocells and their Application.“; J. Wiley&sons, New York 1930.
- V. K. Zworykin y George A. Morton: „Televisión; the Electronics of Image Transmission.“; J. Wiley&sons, New York 1940.
- V. K. Zworykin y E. D. Wilson: „ Photoelectricity and its application.“; J. Wiley&sons, New York 1949.
- V. K. Zworykin y otros: „Electron Optics and the Electron Microscope.“; J. Wiley&sons, New York 1945.
- V. K. Zworykin: „Some Prospects in the Field of Electronics.“; Washington 1952.
- V. K. Zworykin: „Como evoluciona la televisión.“: Madrid 1954.
- V. K. Zworykin y G. A. Morton:„Televisión; the Electronics of Image Transmission in Color and Monochrome.“; J. Wiley&sons, New York 1954.
- V. K. Zworykin, E. G. Ramberg y L. E. Flory; „ Televisión in Science and Industry.“; J. Wiley&sons, New York 1958

## Véase también

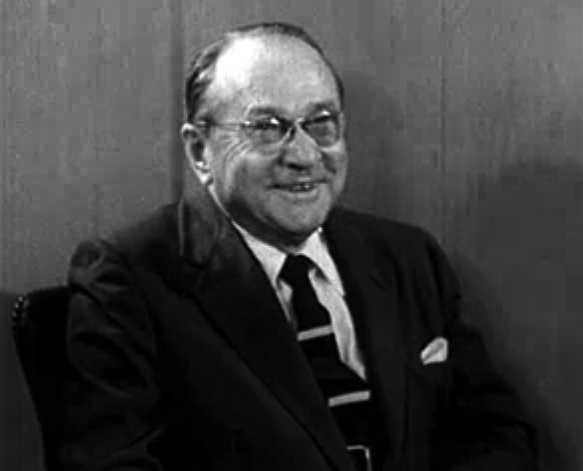
Vladímir Zworykin en el documental Historia de la Televisión.